# Лісний (Владимирська область)
Лєсни́й (рос. Лесной) — селище у Владимирській області, Росія, адміністративно відноситься до Фрунзенського району Владимирської міськради.
Населення селища становить 3 280 осіб (2002).
| Росія | Це незавершена стаття з географії Росії. Ви можете допомогти проєкту, виправивши або дописавши її. |